# Йоан (Голоніч)
Йоан Голоніч (словац. Arcibiskup Ján; в миру Ян Голоніч, словац. Ján Holonič; 29 січня 1937, Кравани — 2 серпня 2012, Пряшів) — словацький релігійний діяч українського походження. Архієпископ Пряшівський і Словаччини (2006—2012). 

## Біографія
Закінчив Православний богословський факультет у Пряшеві (1958). Диякон, священик — з 1958. Служив на парафіях Раковця (Rakovec nad Ondavou) пізніше — у Шамудовці (Šamudovce).
1983 прийняв чернечі обітниці у Троїцько-Сергієвому монастирі Московської патріархії. Наступного дня прийняв архієрейську хіротонію на єпископа Михалівського, де керував єпархією 23 роки.
7 квітня 2006 інтронізований на архієпископа Пряшівського і Словаччини.